# Royal Charleroi Sporting Club
El Royal Charleroi Sporting Club, conocido simplemente como Charleroi o Sporting de Charleroi, es un club de fútbol belga de la ciudad de Charleroi, en la provincia de Henao. Fue fundado el 15 april de 1904. Actualmente juega en la Primera División de Bélgica en la temporada 2022/2023.

## Historia
El Charleroi Sporting Club fue fundado en 1904 y recibió el n.º de matrícula 22 en la Real Federación Belga de Fútbol. Veinte años más tarde, el club se clasificó para jugar en la Segunda División y, en 1929, se le concedió el título de Royal. En la temporada 1968/69 consiguió un subcampeonato en Primera División, quedándose cinco puntos por detrás del Standard de Lieja, y clasificándose por primera vez para participar en la Copa de Ferias. Fue finalista de la Copa de Bélgica en 1978 y 1993. En la temporada 2010/11 descendió a Segunda División tras 26 años consecutivos en la máxima categoría.

## Rivalidades
Compartía una rivalidad de largos años con el otro club de la ciudad, el Olympic Charleroi, que actualmente juega en la División Nacional 1.

## Uniforme
Los colores del Charleroi son el blanco y negro, con una camiseta generalmente a rayas, lo que hace que el equipo sea apodado Las Cebras.
- Uniforme titular: Camiseta negra con franjas verticales blancas, mangas y cuello amarillo,pantalón negro y medias negras.
- Uniforme alternativo: Camiseta,mangas y cuello negro negro, pantalón y medias celestes

## Estadio

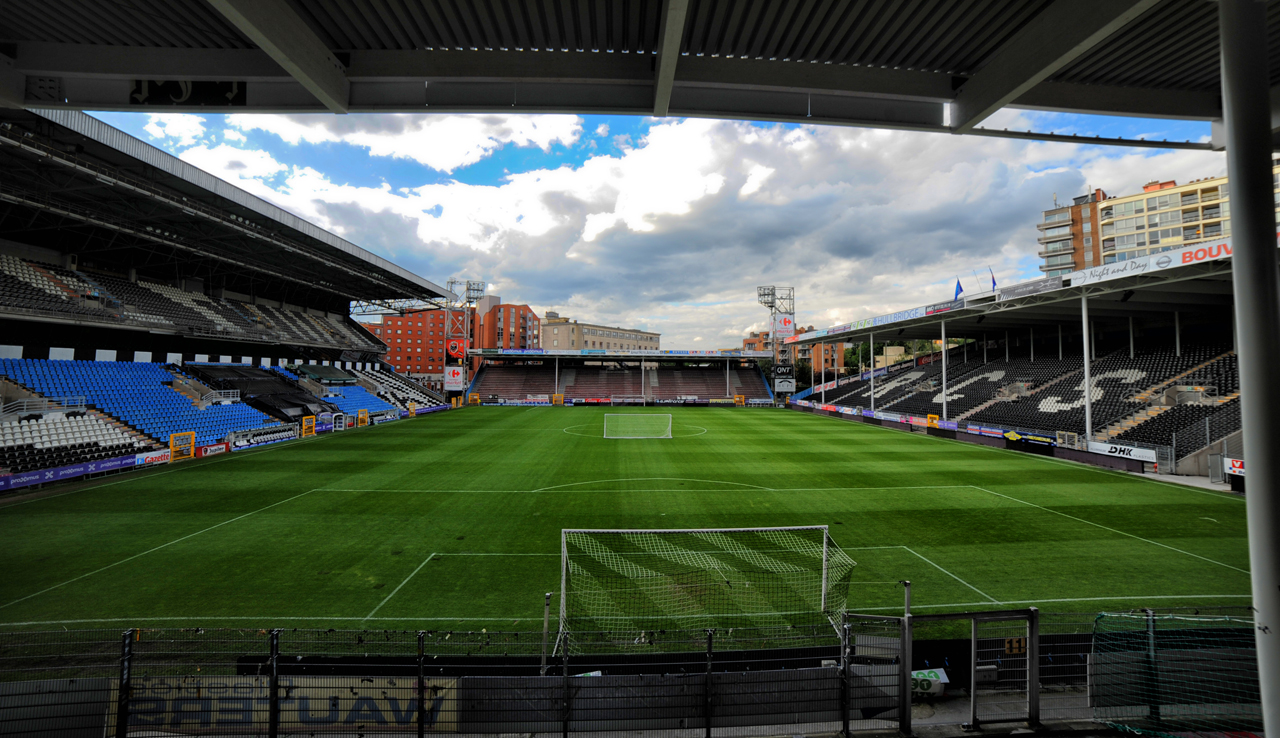
Stade du Pays de Charleroi

Fue inaugurado en 1939 como Stade du Mambourg debido a la cercanía de una mina de carbón con ese nombre. A finales de los años 1990 fue reformado con vistas a la celebración de la Eurocopa 2000 y su aforo máximo se amplió hasta los 30 000 asientos. Además, el 24 de mayo de 1999 fue rebautizado como Stade du Pays de Charleroi. Durante la Eurocopa, alojó el partido de fase de grupos disputado entre Inglaterra y Alemania. La capacidad del estadio fue finalmente reducida hasta los aproximadamente 25 000 espectadores actuales.

## Palmarés

### Torneos nacionales
- Subcampeonato de Primera División de Bélgica (1): 1968-69
- Subcampeonato de la Copa de Bélgica (2): 1978 y 1993
- Segunda División de Bélgica (1): 1946-47
  - Subcampeonato de Segunda División de Bélgica (1): 1965-66
- Play-off de ascenso a Primera División (1): 1985

## Temporada a temporada
| Temporada                                                    | División | División | División | División | División | Denominación                           | Puntos                                 | Observaciones |
|                                                              | I        | I        | II       | P.I      | P.II     |                                        |                                        | |
| ------------------------------------------------------------ | -------- | -------- | -------- | -------- | -------- | -------------------------------------- | -------------------------------------- | --- |
| como Charleroi SC (Charleroi Sporting Club)                  |          |          |          |          |          |                                        |                                        | |
| 1905-24                                                      |          |          |          | ?        | ?        | Provincial                             | ?                                      | |
| 1924/25                                                      |          |          | 11       |          |          | Segunda A                              | 19                                     | |
| 1925/26                                                      |          |          |          | ?        |          | Primera Provincial                     | ?                                      | |
|                                                              | I        | I        | II       | III      | P.I      | desde 1926/27 hay 3 niveles nacionales | desde 1926/27 hay 3 niveles nacionales | desde 1926/27 hay 3 niveles nacionales |
| 1926/27                                                      |          |          |          | 2        |          | Tercera C                              | 35                                     | |
| 1927/28                                                      |          |          |          | 6        |          | Tercera C                              | 33                                     | |
| como R. Charleroi SC (Royal Charleroi Sporting Club)         |          |          |          |          |          |                                        |                                        | |
| 1928/29                                                      |          |          |          | 1        |          | Tercera C                              | 44                                     | |
| 1929/30                                                      |          |          | 10       |          |          | Segunda                                | 24                                     | |
| 1930/31                                                      |          |          | 9        |          |          | Segunda                                | 26                                     | |
| 1931/32                                                      |          |          | 14       |          |          | Segunda B                              | 16                                     | |
| 1932/33                                                      |          |          |          | 2        |          | Tercera C                              | 35                                     | |
| 1933/34                                                      |          |          |          | 8        |          | Tercera C                              | 25                                     | |
| 1934/35                                                      |          |          |          | 4        |          | Tercera C                              | 28                                     | |
| 1935/36                                                      |          |          |          | 2        |          | Tercera B                              | 48                                     | Primero con tantos puntos como el Olympic Charleroi. Charleroi SC perdió 2-1 en el partido de prueba por el título.                          |
| 1936/37                                                      |          |          |          | 1        |          | Tercera A                              | 42                                     | |
| 1937/38                                                      |          |          | 7        |          |          | Segunda A                              | 27                                     | |
| 1938/39                                                      |          |          | 5        |          |          | Segunda A                              | 30                                     | |
| 1939/40                                                      |          |          |          |          |          |                                        |                                        | Debido a la Segunda Guerra Mundial, no se completó ninguna competencia completa.                                                             |
| 1940/41                                                      |          |          |          |          |          |                                        |                                        | Debido a la Segunda Guerra Mundial, no se completó ninguna competencia completa.                                                             |
| 1941/42                                                      |          |          | 5        |          |          | Segunda B                              | 28                                     | |
| 1942/43                                                      |          |          | 4        |          |          | Segunda B                              | 40                                     | |
| 1943/44                                                      |          |          | 5        |          |          | Segunda A                              | 36                                     | |
| 1944/45                                                      |          |          |          |          |          |                                        |                                        | Debido a la Segunda Guerra Mundial, no se completó ninguna competencia completa.                                                             |
| 1945/46                                                      |          |          | 3        |          |          | Segunda A                              | 44                                     | |
| 1946/47                                                      |          |          | 1        |          |          | Segunda B                              | 53                                     | Campeón de Segunda grupo B |
| 1947/48                                                      | 14       | 14       |          |          |          | Primera                                | 26                                     | |
| 1948/49                                                      | 4        | 4        |          |          |          | Primera                                | 36                                     | |
| 1949/50                                                      | 11       | 11       |          |          |          | Primera                                | 23                                     | |
| 1950/51                                                      | 11       | 11       |          |          |          | Primera                                | 27                                     | |
| 1951/52                                                      | 14       | 14       |          |          |          | Primera                                | 22                                     | |
|                                                              | I        | I        | II       | III      | IV       | desde 1952/53 hay 4 niveles nacionales | desde 1952/53 hay 4 niveles nacionales | desde 1952/53 hay 4 niveles nacionales |
| 1952/53                                                      | 14       | 14       |          |          |          | Primera                                | 24                                     | |
| 1953/54                                                      | 10       | 10       |          |          |          | Primera                                | 28                                     | |
| 1954/55                                                      | 8        | 8        |          |          |          | Primera                                | 30                                     | |
| 1955/56                                                      | 7        | 7        |          |          |          | Primera                                | 31                                     | |
| 1956/57                                                      | 16       | 16       |          |          |          | Primera                                | 17                                     | |
| 1957/58                                                      |          |          | 4        |          |          | Segunda                                | 35                                     | |
| 1958/59                                                      |          |          | 8        |          |          | Segunda                                | 32                                     | |
| 1959/60                                                      |          |          | 9        |          |          | Segunda                                | 29                                     | |
| 1960/61                                                      |          |          | 6        |          |          | Segunda                                | 35                                     | |
| 1961/62                                                      |          |          | 6        |          |          | Segunda                                | 33                                     | |
| 1962/63                                                      |          |          | 6        |          |          | Segunda                                | 33                                     | |
| 1963/64                                                      |          |          | 7        |          |          | Segunda                                | 31                                     | |
| 1964/65                                                      |          |          | 12       |          |          | Segunda                                | 28                                     | |
| 1965/66                                                      |          |          | 2        |          |          | Segunda                                | 37                                     | |
| 1966/67                                                      | 14       | 14       |          |          |          | Primera                                | 25                                     | |
| 1967/68                                                      | 8        | 8        |          |          |          | Primera                                | 27                                     | |
| 1968/69                                                      | 2        | 2        |          |          |          | Primera                                | 40                                     | Charleroi SC quedó subcampeón, el mejor resultado del club en la historia.                                                                   |
| 1969/70                                                      | 9        | 9        |          |          |          | Primera                                | 29                                     | |
| 1970/71                                                      | 15       | 15       |          |          |          | Primera                                | 23                                     | |
| 1971/72                                                      |          |          | 3        |          |          | Segunda                                | 40                                     | |
| 1972/73                                                      |          |          | 3        |          |          | Segunda                                | 36                                     | |
| 1973/74                                                      |          |          | 14       |          |          | Segunda                                | 26                                     | Charleroi SC fue penúltimo, pero debido a que hubo lugares adicionales disponibles en Primera División, a Charleroi se le permitió ascender. |
| 1974/75                                                      | 14       | 14       |          |          |          | Primera                                | 33                                     | |
| 1975/76                                                      | 16       | 16       |          |          |          | Primera                                | 27                                     | |
| 1976/77                                                      | 16       | 16       |          |          |          | Primera                                | 25                                     | |
| 1977/78                                                      | 12       | 12       |          |          |          | Primera                                | 29                                     | |
| 1978/79                                                      | 9        | 9        |          |          |          | Primera                                | 33                                     | |
| 1979/80                                                      | 17       | 17       |          |          |          | Primera                                | 22                                     | |
| 1980/81                                                      |          |          | 6        |          |          | Segunda                                | 32                                     | |
| 1981/82                                                      |          |          | 11       |          |          | Segunda                                | 25                                     | |
| 1982/83                                                      |          |          | 10       |          |          | Segunda                                | 29                                     | |
| 1983/84                                                      |          |          | 9        |          |          | Segunda                                | 30                                     | |
| 1984/85                                                      |          |          | 4        |          |          | Segunda                                | 35                                     | Charleroi SC venció a FC Winterslag, STVV y Racing Mechelen en la ronda final.                                                               |
| 1985/86                                                      | 12       | 12       |          |          |          | Primera                                | 28                                     | |
| 1986/87                                                      | 7        | 7        |          |          |          | Primera                                | 35                                     | |
| 1987/88                                                      | 8        | 8        |          |          |          | Primera                                | 32                                     | |
| 1988/89                                                      | 11       | 11       |          |          |          | Primera                                | 29                                     | |
| 1989/90                                                      | 14       | 14       |          |          |          | Primera                                | 27                                     | |
| 1990/91                                                      | 8        | 8        |          |          |          | Primera                                | 33                                     | |
| 1991/92                                                      | 13       | 13       |          |          |          | Primera                                | 27                                     | |
| 1992/93                                                      | 7        | 7        |          |          |          | Primera                                | 40                                     | |
| 1993/94                                                      | 4        | 4        |          |          |          | Primera                                | 41                                     | |
| 1994/95                                                      | 13       | 13       |          |          |          | Primera                                | 31                                     | |
| 1995/96                                                      | 7        | 7        |          |          |          | Primera                                | 50                                     | |
| 1996/97                                                      | 13       | 13       |          |          |          | Primera                                | 37                                     | |
| 1997/98                                                      | 13       | 13       |          |          |          | Primera                                | 39                                     | |
| 1998/99                                                      | 14       | 14       |          |          |          | Primera                                | 32                                     | |
| 1999/00                                                      | 16       | 16       |          |          |          | Primera                                | 31                                     | |
| 2000/01                                                      | 9        | 9        |          |          |          | Primera                                | 47                                     | |
| 2001/02                                                      | 12       | 12       |          |          |          | Primera                                | 39                                     | |
| como RSP de Charleroi (Royale Sporting du Pays de Charleroi) |          |          |          |          |          |                                        |                                        | |
| 2002/03                                                      | 16       | 16       |          |          |          | Primera                                | 27                                     | |
| 2003/04                                                      | 15       | 15       |          |          |          | Primera                                | 33                                     | |
| 2004/05                                                      | 5        | 5        |          |          |          | Primera                                | 64                                     | |
| 2005/06                                                      | 11       | 11       |          |          |          | Primera                                | 45                                     | |
| 2006/07                                                      | 5        | 5        |          |          |          | Primera                                | 60                                     | |
| 2007/08                                                      | 8        | 8        |          |          |          | Primera                                | 46                                     | |
| 2008/09                                                      | 12       | 12       |          |          |          | Primera                                | 43                                     | |
| 2009/10                                                      | 13       | 13       |          |          |          | Primera                                | 23                                     | En el play-off II B Charleroi terminó en 4.º lugar con 4 puntos.                                                                             |
| 2010/11                                                      | 16       | 16       |          |          |          | Primera                                | 19                                     | Charleroi quedó último y perdió en el play-off III ante el KAS Eupen.                                                                        |
| 2011/12                                                      |          |          | 1        |          |          | Segunda                                | 74                                     | |
| 2012/13                                                      | 11       | 11       |          |          |          | Primera                                | 34                                     | En el play-off II B Charleroi terminó en 3.er lugar con 7 puntos.                                                                            |
| 2013/14                                                      | 10       | 10       |          |          |          | Primera                                | 34                                     | En el play-off II B Charleroi terminó en 2.º lugar con 13 puntos.                                                                            |
| 2014/15                                                      | 5        | 5        |          |          |          | Primera                                | 36                                     | Después de los partidos de desempate contra el ganador del PO 2, KV Mechelen, Charleroi se clasificó para la Europa League.                  |
| 2015/16                                                      | 8        | 8        |          |          |          | Primera                                | 39                                     | Charleroi perdió en los partidos de desempate al fútbol europeo contra KRC Genk.                                                             |
|                                                              | 1A       | 1B       | 1Am      | 2Am      | 3Am      |                                        |                                        | desde 2016/17 hay 3 niveles nacionales y 2 regionales                                                                                        |
| 2016/17                                                      | 5        |          |          |          |          | Primera                                | 35                                     | |
| 2017/18                                                      | 6        |          |          |          |          | Primera                                | 34                                     | |
| 2018/19                                                      | 9        |          |          |          |          | Primera                                | 42                                     | |
| 2019/20                                                      | 3        |          |          |          |          | Primera                                | 54                                     | la competición terminó después de 29 jornadas debido a la crisis del coronavirus; Charleroi estaba en 3.º lugar con 54 puntos.               |
| 2020/21                                                      | 13       |          |          |          |          | Primera                                | 42                                     | |
| 2021-22                                                      | 6        |          |          |          |          | Primera                                | 54                                     | |
| 2022-23                                                      | 9        |          |          |          |          | Primera                                | 48                                     | |
| 2023-24                                                      | 13       |          |          |          |          | Primera                                | 45                                     | en el play-off de descenso quedó 1.º. |

## Participación en competiciones europea UEFA
| Temporada | Torneo                    | Ronda              | Club             | Casa | Visita      | Global      |
| --------- | ------------------------- | ------------------ | ---------------- | ---- | ----------- | ----------- |
| 1969–70   | Copa de Ferias            | 1R                 | NK Zagreb        | 2–1  | 3–1         | 5–2         |
| 1969–70   | Copa de Ferias            | 2R                 | FC Rouen         | 3–1  | 0–2         | 3–3(a)      |
| 1994–95   | Copa de la UEFA           | 1R                 | Rapid Bucarest   | 2–1  | 0–2         | 2–3         |
| 1995      | Copa Intertoto de la UEFA | Grupo 10           | Beitar Jerusalén | n/a  | 1–0         | 3.r Lugar   |
| 1995      | Copa Intertoto de la UEFA | Grupo 10           | Bursaspor        | 0–2  | n/a         | 3.r Lugar   |
| 1995      | Copa Intertoto de la UEFA | Grupo 10           | FC Košice        | n/a  | 2–3         | 3.r Lugar   |
| 1995      | Copa Intertoto de la UEFA | Grupo 10           | Wimbledon        | 3–0  | n/a         | 3.r Lugar   |
| 1996      | UEFA Intertoto Cup        | Grupo 4            | Silkeborg IF     | 2–4  | n/a         | 3.r Lugar   |
| 1996      | UEFA Intertoto Cup        | Grupo 4            | Conwy United     | n/a  | 0–0         | 3.r Lugar   |
| 1996      | UEFA Intertoto Cup        | Grupo 4            | Zagłębie Lubin   | 0–0  | n/a         | 3.r Lugar   |
| 1996      | UEFA Intertoto Cup        | Grupo 4            | SV Ried          | n/a  | 3–1         | 3.r Lugar   |
| 2005      | UEFA Intertoto Cup        | 2                  | Tampere United   | 0–0  | 0–1         | 0–1         |
| 2015–16   | Liga Europa de la UEFA    | 2.ª Clasificatoria | Beitar Jerusalem | 5–1  | 4–1         | 9–2         |
| 2015–16   | Liga Europa de la UEFA    | 3.ª Clasificatoria | Zorya Lugansk    | 0–2  | 0–3         | 0–5         |
| 2020–21   | Liga Europa de la UEFA    | 3.ª Clasificatoria | Partizán         | 2–1  | –           | 2–1 (t. s.) |
| 2020–21   | Liga Europa de la UEFA    | Play-Off           | Lech Poznań      | 1–2  | –           | 1–2         |
| 2005      | UEFA Conference League    | 2.ª Clasificatoria | Hammarby IF      | 0–0  | 1–2 (t. s.) | 1-2         |

### Récord Europeo
| Torneo                 | J  | G | E | P | GF | GC |
| ---------------------- | -- | - | - | - | -- | -- |
| UEFA Cup               | 2  | 1 | 0 | 1 | 2  | 3  |
| UEFA Intertoto Cup     | 10 | 3 | 3 | 4 | 11 | 11 |
| Inter-Cities Fairs Cup | 4  | 3 | 0 | 1 | 8  | 5  |
| UEFA Europa League     | 4  | 2 | 0 | 2 | 9  | 7  |
| UEFA Conference League | 2  | 0 | 1 | 1 | 1  | 2  |
| TOTAL                  | 22 | 9 | 4 | 8 | 31 | 28 |